# Gradus ad Parnassum

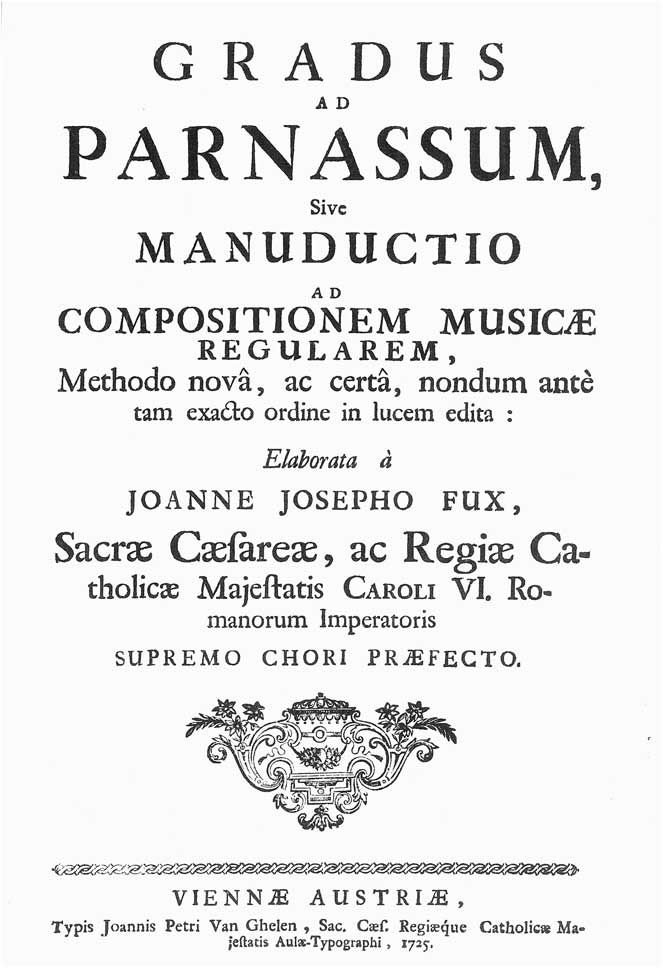
Strona tytułowa dzieła

Gradus ad Parnassum (Stopień na Parnas) — dzieło wydane przez austriackiego kompozytora barokowego Johanna Josepha Fuxa (1660 - 13 II 1741). Gradus ad Parnassum było rozprawą o kontrapunkcie napisaną w 1725 roku, w XX wieku uznawaną nadal za podstawową. Fux nawiązywał do techniki renesansowego mistrza Palestriny.
Tę samą nazwę Muzio Clementi nadał swojej wydanej w 1817 roku szkole wirtuozowskiej techniki fortepianowej.